# Paweł Buchwald
Paweł Buchwald (ur. 25 września 1909 w Hajdukach Wielkich, zm. 28 marca 1996 w Chorzowie) – polski piłkarz.
Buchwald był wychowankiem Ruchu Chorzów, do którego trafił w 1923 roku i reprezentował go przez jedenaście lat. W sezonie 1933 zdobył pierwsze w historii klubu Mistrzostwo Polski. Po zakończeniu kariery był działaczem Ruchu oraz pełnił funkcje kierownika drużyny i trenera juniorów.
Z wykształcenia był ślusarzem. Był stryjem Guido Buchwalda, który w 1990 roku zdobył z reprezentacją Niemiec mistrzostwo świata.